# Морозов (Волгодонской район)
Моро́зов — хутор в Волгодонском районе Ростовской области.
Не следует путать с Морозов (Морозовский район).
Входит в состав Дубенцовского сельского поселения.

## Население
| 1989 | 2002 | 2010 |
| ---- | ---- | ---- |
| 771  | ↗910 | ↘851 |

## Улицы
| - пер. Восточный, - пер. Малиновый, - пер. Ореховый, - пер. Почтовый, - пер. Речной, - пер. Тенистый, - пер. Цветочный, | - ул. Набережная, - ул. Новосёлов, - ул. Совхозная, - ул. Солнечная, - ул. Степная, - ул. Строительная, - ул. Школьная. |